# دوبنا
شهر دوبنا که در روسی نوکاگراد یعنی شهر علم خوانده می شود.(به روسی: Дубна) در کشور روسیه و در اوبلاست مسکو واقع شده‌است. مؤسسه مشترک تحقیقات هسته‌ای، که یکی از بزرگترین موسسات تحقیقات فیزیک هسته ای در جهان است، در این شهر قرار دارد.